# オーデマ・ピゲ

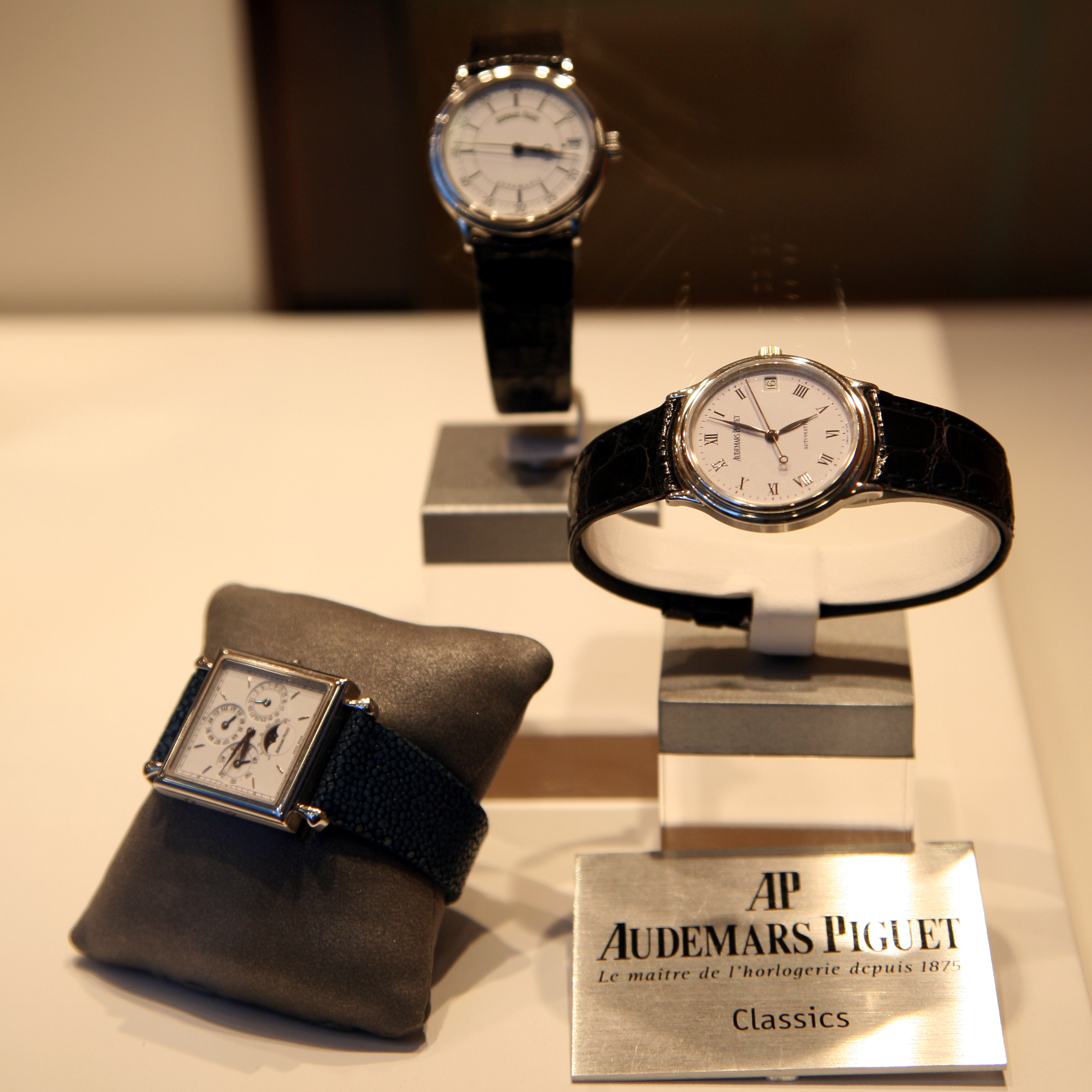
オーデマ・ピゲの時計（生産終了モデル）

オーデマ（オドマール）・ピゲ（Audemars Piguet 発音例 、略称AP）は、スイスの時計・宝飾品メーカーである。パテック・フィリップ、ヴァシュロン・コンスタンタンとともに世界三大高級時計メーカーの一つに数えられている。本社はジュー渓谷のル・ブラッシュ（Le Brassus、ヴォー州）にある。
1875年、ジュール＝ルイ・オーデマ（オドマール）（Jules-Louis Audemars 、1851年-1918年）とエドワール＝オーギュスト（オギュスト）・ピゲ（Edward-August Piguet 、1853年-1919年）によって高級時計ムーブメント製作会社として設立。その後1882年より自社ブランドの時計の製作を始め、トゥールビヨン、ムーンフェイズなど複雑な機構を備えた高級時計メーカーとして知られるようになった。かつては高級時計の伝統である古典的なデザインのドレスウォッチも手掛けていたが、現在は「CODE 11.59」「ロイヤルオーク」「リ・マスター」という、いずれも現代的なデザインを纏った3コレクションのみ展開している。
パテック・フィリップやヴァシュロン・コンスタンタンなどと同様、創業以来製造したすべての時計の修理を保証しているほか、本社のあるジュウ渓谷にあった現存しない時計会社の懐中時計の修理も受け持っている。

## ロイヤル・オーク

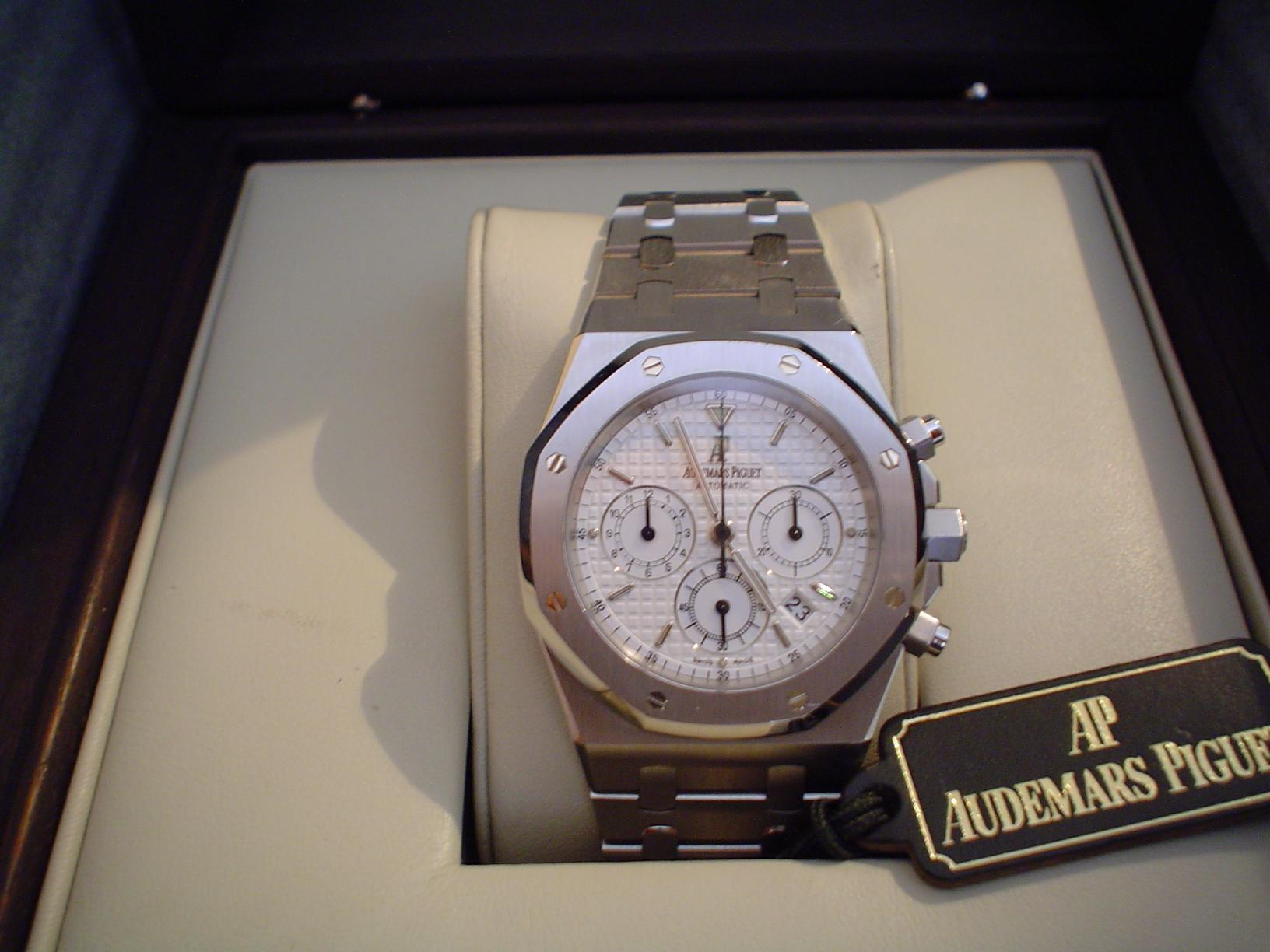
ロイヤルオーク・クロノグラフ

代表的なモデルとして、ロイヤル・オークと呼ばれるスポーツウォッチがある。ステンレス製の八角形のベゼルとケース、裏蓋が貫通して固定され、ネジ底が剥き出しとなっている八本のネジが特徴的である。さらに、文字盤には格子状に溝を刻んでいる。名前は、イギリスの清教徒革命の戦いにおいて皇太子チャールズ(チャールズ2世)が身を隠し、追手をかわしたとされる木ロイヤル・オーク、および、この木から名付けられた複数の戦艦ロイヤル・オーク(HMS Royal Oak)に由来するとされている。
この時計はジェラルド・ジェンタがデザインを手がけ、クォーツショック直後の1972年にデビューした。ロイヤル・オークのデザインは、たった一日でデザインしたと言われている。「鋼へのオマージュ」というキャッチフレーズと共に、『スポーティー・ラグジュアリー』というコンセプトで発売された。ステンレス製の「高級時計」は当時例がなく、衝撃的なデザイン、39mmという当時としては大きいサイズ（今では「デカ厚」と呼ばれる大型の時計が広く市民権を得ている）とともに受け入れられ大ヒットし、世界中に多くのファンを持っている。
2005年には自社製のムーヴメントであるCal.3120を搭載したリニューアルモデルが発売された。2012年には、ほぼ1972年のオリジナルの文字盤を再現しつつムーブメントを薄型にした復刻モデルも発売されているが、他のモデルよりも高額となっている（2012年時点で183万7500円）。
また派生モデルとしてクロノグラフ機能を持つ「ロイヤルオーク・クロノグラフ」、クロノグラフ機能を持ち耐磁防水性能をアップさせた「ロイヤルオーク・オフショア」などがある。

## パートナーシップ
- チームアリンギ - アメリカスカップに出場するチームアリンギのスポンサーを務め、コラボレーションモデル「ロイヤルオーク・オフショア ポラリス アリンギ」「ロイヤルオーク・オフショア レディ クロノグラフ」をリリースしている。
- マセラティ - イタリアの自動車メーカー、マセラティとパートナーシップを締結し、同社のGTレース出場マシン、MC12のオフィシャルスポンサーともなっている。コラボレーションモデルは「ミレネリー デュアルタイム マセラッティ」「ミレネリー MC12 トゥールビヨンクロノグラフ」がある。
- クイーンエリザベス2世カップ - 1999年よりクイーンエリザベス2世カップのスポンサーになり、香港ジョッキークラブと共催している。
- アーノルド・シュワルツェネッガーは熱心なファンとして知られ、自身が主演した映画『エンド・オブ・デイズ』『ターミネーター3』のコラボレーションモデルを製作し劇中に登場させている。

各国の代理店及び現地法人にアンバサダーの認定を任せているため、ローカルスターの個人モデルが豊富に存在する　（日本では*魔娑斗  ）

### アンバサダー
- ルーベンス・バリチェロ
- ヤルノ・トゥルーリ
- セバスチャン・ブエミ
- ミハエル・シューマッハ

## 資本
いわゆる有名時計ブランドでは非常に珍しく創業以来創業家による経営が続いているが、資本投下を行なっていたジャガー・ルクルトがリシュモンに買収されたことからリシュモングループとの交流が深く、今でもジャガー・ルクルトの株式は一部持ち続けている。またムーブメントの開発と製造を行う専門メーカー、ルノー・エ・パピ（Renaud et Papi ）を傘下に収めている。